# Видалена сцена
Видалена сцена – це відзнятий матеріал, видалений з остаточної версії фільму, відео кліпу або телешоу. Причин, за якими видаляються сцени, існує багато, серед них часові та бюджетні обмеження, втрата релевантності або низька якість відзнятих сцен. 
Спорідненим терміном є розширена сцена, тобто довша версія цієї самої сцени, яка була скорочена для фінальної версії фільму. Розширені сцени часто додаються до колекцій з видаленими сценами або, власне, і мають назву видалені сцени, як у випадку з фільмами Гаррі Поттер і Таємна кімната та Місія Сереніті.  

## Причини видалення
Дуже часто сцени видаляються на прохання кіностудії чи телевізійної мережі, для того, щоб скоротити тривалість фінальної версії та покращити хід наративу у фільмі. Інколи сцени можуть бути образливими, або не відповідати обмеженням за віком, і тому видаляються.

### Запит до змін
Дистриб'юторська студія або мережа, яка планує транслювати або розповсюджувати художній твір, може бути незадоволеною певною сценою. Тому, на прохання видавців, певні сцени можуть бути змінені, видалені або відзняті наново.
Це найчастіше трапляється при виробництві телевізійних серіалів, оскільки мережі та телеканали посилаються на думку та реакції критиків, цензорів або глядачів. До уваги також беруться побажання рекламодавців, рейтинги та законодавство..
- Наприклад, початковий пілотний епізод серіалу «Світляк» 2002 року від Fox («Serenity[en]», частини 1 і 2) мав таку зміну: у фінальній версії епізоду менш насичену на події сцену було замінено, але пізніше додану до DVD релізу серіалу, як бонусну сцену. [3]

- Сцену у пілоті телесеріалу 24 зі знищенням Boeing 747, було випущено вперше лише через декілька місяців після терактів 11 вересня. Продюсери серіалу вирізали кадри, на яких вибухає літак. [4]

### Тривалість
Видалення або скорочення сцен також може бути пов'язаним із тривалістю фінальної версії твору.
У повнометражних фільмах деякі сцени можуть бути вирізані або скорочені, з метою зменшення тривалості фільму. В інших випадках для того, щоб збільшити кількість показу фільму у кінотеатрах під час прокату.
Для телевізійних серіалів існують ще суворіші обмеження часу, особливо на тих каналах, які співпрацюють з рекламодавцями. Телесеріал або шоу можуть мати лише 20 хвилин часу на показ, у півгодинних таймслотах. Залежно від каналу та формату шоу, час показу може включати (або не включати) у себе як вступні титри, так і титри при завершенні серії. Більшість програм та серіалів розраховані на пів години або годину показу. Це змушує виробників телевізійних серіалів розділяти дії таким чином, щоб спонукати глядача продовжувати перегляд серії після рекламної паузи.

### Порушення наративу
Попри те, що якість початкової та фінальної версії фільму є суб’єктивною, деякі сцени або їх версії можуть негативно впливати на фільм в цілому. Наприклад, вони можуть уповільнити плин фільму, додаючи до наративу зайві деталі чи експозицію. Такі сцени, зазвичай, видаляються під час редагування, але вони можуть бути опубліковані пізніше, для відео носіїв та медійних провайдерів, як бонусний контент.
Існують принаймні декілька таких прикладів, у тому числі низка видалених сцен, доданих до DVD-релізу сиквелу фільму Місія Сереніті (в аудіокоментарі до колекції видалених сцен часто згадується сюжет або напруга, які порушуються, сповільнюються, або надають забагато експозиції, як основні причини для видалення цих сцен з версії для кінотеатру). Іншим відомим прикладом є послідовність сцен у коконах у фільмі «Чужий» . Ці сцени надали забагато інформації про долю кількох членів екіпажу та нову інформацію, щодо життєвого циклу істот, але зрештою їх було видалено, оскільки вважалося, що вони уповільнюють фільм.

## Формати
Видалені або розширені сцени фільму можуть бути у різних форматах. Вони можуть мати готові спецефекти, або й зовсім не мати їх (особливо у науково-фантастичних фільмах та фентезі). Якість видалених сцен теж може бути нижчою, або просто не такої гарною, як у решті сцен з фільму. Це залежить від рівня постпродукції для видалених сцен. </link>
Видалені сцени з анімаційних фільмів можуть бути не повністю анімованими, а натомість бути у форматі розкадрування або невдалих сцен (ляпів), як у випадку з видаленими сценами для DVD-релізу Історії Іграшок та У пошуках Немо від Pixar.  </link>